# Ben Robson
Ben Robson (Newcastle, 4 febbraio 1984) è un attore e modello britannico.

## Biografia
Nato e cresciuto a Newcastle, frequentò la University of the West of England a Bristol dove studiò economia.

## Carriera
Nel 2015 prese parte alla serie TV Animal Kingdom (ispirata al film australiano intitolato con l'omonimo titolo) dove interpretò Craig Cody. Successivamente apparì in alcuni film per il cinema, tra cui The Boy e A Violent Separation.

## Filmografia

### Cinema
- Dreams Play Apart, regia di Emma Holly Jones (2009) - cortometraggio
- Everything Carries Me to You, regia di Emma Holly Jones (2011) - cortometraggio
- Dracula:The Dark Prince, regia di Pearry Reginald Teo (2013)
- Hard to Lose, regia di Manfredi Mancuso (2015) - cortometraggio
- The Boy, regia di William Brent Bell (2016)
- A Violent Separation, regia di Kevin Goetz e Michael Goetz (2019)
- Emperor, regia di Mark Amin (2020)

### Televisione
- Vikings - serie TV (2015-2016)
- Animal Kingdom - serie TV (2016-2022)
- The Continental: Dal mondo di John Wick (The Continental: From the World of John Wick) - miniserie TV, 3 episodi (2023)

## Doppiatori italiani
Nelle versioni in italiano dei suoi lavori, Ben Robson è stato doppiato da:
- Riccardo Scarafoni in The Boy[1], Animal Kingdom[2], The Continental: Dal mondo di John Wick
- Diego Baldoin in Vikings[3]